# 卡爾維尼亞

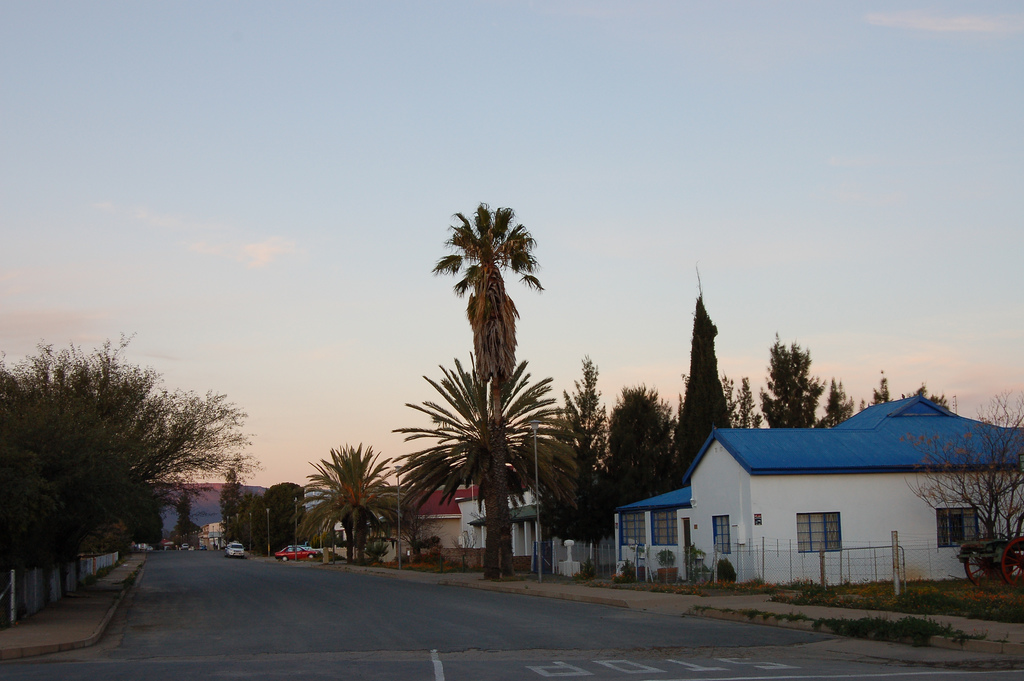
卡爾維尼亞

卡爾維尼亞是南非的城鎮，位於該國西部，由北開普省負責管轄，距離開普敦301公里，始建於1851年，面積26.91平方公里，2001年人口8,454，人口密度每平方公里310人。